# Dood van Breonna Taylor
Breonna Taylor was een 26-jarige Afro-Amerikaanse ex-ambulanceverpleegkundige, die in de nacht van 12 op 13 maart 2020 werd doodgeschoten door de politie van Louisville, Kentucky in de Verenigde Staten.

## Toedracht
Drie politieagenten in burger kwamen met behulp van een huiszoekingsbevel naar aanleiding van een politieonderzoek haar appartement binnen. Hierop volgde een schietpartij tussen Taylors vriend Kenneth Walker en de agenten. Walker verklaarde achteraf dat hij dacht dat de agenten inbrekers waren. De politieagenten schoten meer dan twintig keer. Hierbij werd Taylor acht keer geraakt en sergeant Jonathan Mattingly raakte gewond.
De primaire verdachten van het politieonderzoek waren Jamarcus Glover en Adrian Walker, die werden verdacht van de verkoop van drugs vanuit een huis dat zeker 16 kilometer ver weg lag. Glover had een eerdere relatie met Taylor. De politie had het huiszoekingsbevel voor het appartement van Taylor omdat vermoed werd dat Glover pakketten met drugs in het appartement van Taylor had ontvangen en omdat een auto die op Taylors naam was geregistreerd, verschillende keren voor het huis van Glover geparkeerd stond. In het appartement zijn geen drugs gevonden.

## Onderzoeken en nasleep
De Louisville Metro Police Department heeft, meer dan twee maanden na het incident, een incidentrapport ingediend, waarin veel relevante informatie ontbreekt. Het rapport meldt dat Taylor geen verwondingen had, ook al stierf ze aan schotwonden. Eveneens wordt in het rapport aangegeven dat de toegang tot het appartement niet is geforceerd, ook al gebruikten de agenten daartoe een stormram. De politie heeft de fouten in het rapport erkend en wijt deze aan technische problemen in de software waarin het is opgesteld.
Er zijn verschillende onderzoeken gestart naar de betrokken politieagenten, maar deze hebben nog niet tot een veroordeling of staat van beschuldiging geleid. Wel is in ieder geval een van de agenten ontslagen.

## Protesten en publieke reactie
Na de schietpartij eisten de familie van Taylor, enkele leden van de lokale gemeenschap en demonstranten over de hele wereld dat de bij de schietpartij betrokken agenten ontslagen en strafrechtelijk vervolgd zouden worden. Meerdere demonstranten, waaronder vrienden en familie van Taylor, protesteerden op 26 mei 2020 buiten het kantoor van de burgemeester van Louisville en eisten dat de drie agenten zouden worden gearresteerd op verdenking van moord.
Ook publieke figuren als Lewis Hamilton en Halle Berry betuigden hun steun door het dragen van een T-shirt met opschrift "Arrest the cops who killed Breonna Taylor".
In september 2020 werd bekendgemaakt dat de politie en de gemeente Louisville een overeenkomst hadden gesloten met Taylors familie, waarbij een schadevergoeding van 10 miljoen dollar was toegekend en hervormingen bij de politie zouden worden doorgevoerd in de vorm van striktere controles op politiegeweld, strengere regels voor huiszoekingsbevelen en meer transparantie bij politieoperaties. Volgens de familie betekende dit niet dat zou worden afgezien van strafvervolging van de betrokken agenten.